# Mahadevsthan Mandan
Mahadevsthan Mandan (nep. महादेवस्थानमण्डन) – gaun wikas samiti w środkowej części Nepalu w strefie Bagmati w dystrykcie Kavrepalanchok. Według nepalskiego spisu powszechnego z 2001 roku liczył on 1674 gospodarstw domowych i 8612 mieszkańców (4412 kobiet i 4200 mężczyzn).